# (5881) Akashi
(5881) Akashi est un astéroïde de la ceinture principale.

## Description
(5881) Akashi est un astéroïde de la ceinture principale. Il fut découvert le 27 septembre 1992 à Minami-Oda par Matsuo Sugano et Toshiro Nomura. Il présente une orbite caractérisée par un demi-grand axe de 2,85 UA, une excentricité de 0,08 et une inclinaison de 2,7° par rapport à l'écliptique.

## Compléments